# Việt Nam tại Thế vận hội Mùa hè 2012
Việt Nam tham dự Thế vận hội Mùa hè 2012 tại Luân Đôn từ 27 tháng 7 đến 12 tháng 8 năm 2012 với 18 vận động viện (6 nam, 12 nữ) ở 11 môn. Vận động viên Trần Lê Quốc Toàn đã giành tấm Huy chương Đồng ở bộ môn cử tạ hạng 56 kg - Nam. Đây cũng là tấm huy chương duy nhất của Đoàn thể thao Việt Nam tại Olympic 2012.

## Bảng thi đấu
| Môn thi đấu     | Nam | Nữ | Tổng cộng |
| --------------- | --- | -- | --------- |
| Điền kinh       | -   | 2  | 2         |
| Cầu lông        | 1   | -  | 1         |
| Đấu kiếm        | 1   | -  | 1         |
| Thể dục dụng cụ | 1   | 2  | 3         |
| Judo            | -   | 1  | 1         |
| Chèo thuyền     | -   | 2  | 2         |
| Bắn súng        | 1   | 1  | 2         |
| Bơi lội         | 1   | 1  | 2         |
| Taekwondo       | 1   | 1  | 2         |
| Cử tạ           | 1   | 1  | 2         |
| Vật             | -   | 1  | 1         |
| Tổng cộng       | 6   | 12 | 18        |

## Điền kinh
Key
- Note–Ranks given for track events are within the athlete's heat only
- Q = Qualified for the next round
- q = Qualified for the next round as a fastest loser or, in field events, by position without achieving the qualifying target
- NR = National record
- N/A = Round not applicable for the event
- Bye = Athlete not required to compete in round

Nữ
Track & road events
| Vận động viên         | Nội dung    | Vòng loại | Vòng loại | Tứ kết  | Tứ kết | Bán kết | Bán kết | Chung kết  | Chung kết |
| Vận động viên         | Nội dung    | Kết quả   | Rank      | Kết quả | Rank   | Kết quả | Rank    | Kết quả    | Rank      |
| --------------------- | ----------- | --------- | --------- | ------- | ------ | ------- | ------- | ---------- | --------- |
| Nguyễn Thị Thanh Phúc | 20 km đi bộ | —         | —         | —       | —      | —       | —       | 1:33:36 NR | 36        |

Field events
| Vận động viên      | Nội dung | Vòng loại  | Vòng loại | Chung kết  | Chung kết |
| Vận động viên      | Nội dung | Thành tích | Thứ hạng  | Thành tích | Thứ hạng  |
| ------------------ | -------- | ---------- | --------- | ---------- | --------- |
| Dương Thị Việt Anh | Nhảy cao | 1.80       | 29        | Bị loại    | Bị loại   |

## Cầu lông
Việt Nam có duy nhất một vận động viên tham dự giải đơn nam.
| Vận động viên    | Nội dung | Vòng bảng                     | Vòng bảng                           | Vòng bảng          | Vòng bảng | Vòng loại          | Tứ kết             | Bán kết            | Chung kết          | Chung kết      |
| Vận động viên    | Nội dung | Thành tích đối đầu            | Thành tích đối đầu                  | Thành tích đối đầu | Thứ hạng  | Thành tích đối đầu | Thành tích đối đầu | Thành tích đối đầu | Thành tích đối đầu | Thứ hạng       |
| ---------------- | -------- | ----------------------------- | ----------------------------------- | ------------------ | --------- | ------------------ | ------------------ | ------------------ | ------------------ | -------------- |
| Nguyễn Tiến Minh | Đơn nam  | Kashyap (IND) · L 9–21, 14–21 | Y Tan (BEL) · W 17–21, 21–14, 21–10 | —                  | 2         | Không tham gia     | Không tham gia     | Không tham gia     | Không tham gia     | Không tham gia |

## Đấu kiếm
Nam
| Vận động viên    | Nội dung         | Vòng 32                     | Vòng 16            | Tứ kết             | Bán kết            | Chung kết          | Chung kết      |
| Vận động viên    | Nội dung         | Thành tích đối đầu          | Thành tích đối đầu | Thành tích đối đầu | Thành tích đối đầu | Thành tích đối đầu | Thứ hạng       |
| ---------------- | ---------------- | --------------------------- | ------------------ | ------------------ | ------------------ | ------------------ | -------------- |
| Nguyễn Tiến Nhật | Kiếm ba cạnh đơn | E Alimzhanov (KAZ) · L 9-15 | Không tham gia     | Không tham gia     | Không tham gia     | Không tham gia     | Không tham gia |

## Thể dục dụng cụ
Nam
| Vận động viên   | Nội dung  | Vòng loại | Vòng loại | Vòng loại | Vòng loại | Vòng loại | Vòng loại | Vòng loại | Vòng loại | Chung kết      | Chung kết      | Chung kết      | Chung kết      | Chung kết      | Chung kết      | Chung kết      | Chung kết      |
| Vận động viên   | Nội dung  | Apparatus | Apparatus | Apparatus | Apparatus | Apparatus | Apparatus | Tổng điểm | Thứ hạng  | Apparatus      | Apparatus      | Apparatus      | Apparatus      | Apparatus      | Apparatus      | Tổng điểm      | Thứ hạng       |
| Vận động viên   | Nội dung  | F         | PH        | R         | V         | PB        | HB        | Tổng điểm | Thứ hạng  | F              | PH             | R              | V              | PB             | HB             | Tổng điểm      | Thứ hạng       |
| --------------- | --------- | --------- | --------- | --------- | --------- | --------- | --------- | --------- | --------- | -------------- | -------------- | -------------- | -------------- | -------------- | -------------- | -------------- | -------------- |
| Phạm Phước Hưng | Vòng treo | —         | —         | 14.433    | —         | —         | —         | 14.433    | 40        | Không tham gia | Không tham gia | Không tham gia | Không tham gia | Không tham gia | Không tham gia | Không tham gia | Không tham gia |
| Phạm Phước Hưng | Xà kép    | —         | —         | —         | —         | 15.133    | —         | 15.133    | 19        | Không tham gia | Không tham gia | Không tham gia | Không tham gia | Không tham gia | Không tham gia | Không tham gia | Không tham gia |

Nữ
| Vận động viên      | Nội dung       | Vòng loại | Vòng loại | Vòng loại | Vòng loại | Vòng loại | Vòng loại | Chung kết      | Chung kết      | Chung kết      | Chung kết      | Chung kết      | Chung kết      |
| Vận động viên      | Nội dung       | Apparatus | Apparatus | Apparatus | Apparatus | Tổng điểm | Thứ hạng  | Apparatus      | Apparatus      | Apparatus      | Apparatus      | Tổng điểm      | Thứ hạng       |
| Vận động viên      | Nội dung       | F         | V         | UB        | BB        | Tổng điểm | Thứ hạng  | F              | V              | UB             | BB             | Tổng điểm      | Thứ hạng       |
| ------------------ | -------------- | --------- | --------- | --------- | --------- | --------- | --------- | -------------- | -------------- | -------------- | -------------- | -------------- | -------------- |
| Phan Thị Hà Thanh  | Trên sân       | 12.466    | —         | —         | —         | 12.466    | 71        | Không tham gia | Không tham gia | Không tham gia | Không tham gia | Không tham gia | Không tham gia |
| Phan Thị Hà Thanh  | Nhảy chống     | —         | 13.533    | —         | —         | 13.533    | 12 R      | Không tham gia | Không tham gia | Không tham gia | Không tham gia | Không tham gia | Không tham gia |
| Đỗ Thị Ngân Thương | Xà lệch        | —         | —         | 11.466    | —         | 11.466    | 73        | Không tham gia | Không tham gia | Không tham gia | Không tham gia | Không tham gia | Không tham gia |
| Đỗ Thị Ngân Thương | Cầu thăng bằng | —         | —         | —         | 11.966    | 11.966    | 70        | Không tham gia | Không tham gia | Không tham gia | Không tham gia | Không tham gia | Không tham gia |

## Judo
| Vận động viên | Nội dung   | Vòng 32                     | Vòng 16            | Tứ kết             | Bán kết            | Vòng vớt 1         | Vòng vớt 2         | Chung kết          | Chung kết      |
| Vận động viên | Nội dung   | Thành tích đối đầu          | Thành tích đối đầu | Thành tích đối đầu | Thành tích đối đầu | Thành tích đối đầu | Thành tích đối đầu | Thành tích đối đầu | Thứ hạng       |
| ------------- | ---------- | --------------------------- | ------------------ | ------------------ | ------------------ | ------------------ | ------------------ | ------------------ | -------------- |
| Văn Ngọc Tú   | Nữ − 48 kg | Menezes (BRA) · L 0002–0021 | Không tham gia     | Không tham gia     | Không tham gia     | Không tham gia     | Không tham gia     | Không tham gia     | Không tham gia |

## Chèo thuyền
Nữ
| Vận động viên              | Nội dung        | Vòng loại | Vòng loại | Vòng vớt  | Vòng vớt | Bán kết   | Bán kết  | Chung kết | Chung kết |
| Vận động viên              | Nội dung        | Thời gian | Thứ hạng  | Thời gian | Thứ hạng | Thời gian | Thứ hạng | Thời gian | Thứ hạng  |
| -------------------------- | --------------- | --------- | --------- | --------- | -------- | --------- | -------- | --------- | --------- |
| Phạm Thị Hài Phạm Thị Thảo | Đôi nữ hạng nhẹ | 7:50.06   | 5 R       | 7:37.64   | 5 FC     | —         | —        | 7:51.82   | 16        |

## Bắn súng
Việt Nam có 2 vận động viên 
Nam
| Vận động viên   | Nội dung           | Vòng loại | Vòng loại | Chung kết      | Chung kết      |
| Vận động viên   | Nội dung           | Điểm      | Thứ hạng  | Điểm           | Thứ hạng       |
| --------------- | ------------------ | --------- | --------- | -------------- | -------------- |
| Hoàng Xuân Vinh | Súng ngắn hơi 10 m | 582       | 9         | Không tham gia | Không tham gia |
| Hoàng Xuân Vinh | Súng ngăn 50 m     | 563       | 4         | 658.5          | 4              |

Nữ
| Vận động viên     | Nội dung           | Vòng loại | Vòng loại | Chung kết      | Chung kết      |
| Vận động viên     | Nội dung           | Điểm      | Thứ hạng  | Điểm           | Thứ hạng       |
| ----------------- | ------------------ | --------- | --------- | -------------- | -------------- |
| Lê Thị Hoàng Ngọc | Súng ngăn 25 m     | 574       | 32        | Không tham gia | Không tham gia |
| Lê Thị Hoàng Ngọc | Súng ngắn hơi 10 m | 379       | 21        | Không tham gia | Không tham gia |

## Bơi lội
Nữ
| Vận động viên       | Nội dung              | Vòng loại | Vòng loại | Bán kết        | Bán kết        | Chung kết      | Chung kết      |
| Vận động viên       | Nội dung              | Thời gian | Thứ hạng  | Thời gian      | Thứ hạng       | Thời gian      | Thứ hạng       |
| ------------------- | --------------------- | --------- | --------- | -------------- | -------------- | -------------- | -------------- |
| Nguyễn Thị Ánh Viên | 200 m bơi ngửa        | 2:13.35   | 26        | Không tham gia | Không tham gia | Không tham gia | Không tham gia |
| Nguyễn Thị Ánh Viên | 400 m hỗn hợp cá nhân | 4:50.32   | 28        | —              | —              | Không tham gia | Không tham gia |

## Taekwondo
| Vận động viên       | Nội dung    | Vòng 16                  | Tứ kết          | Bán kết         | Vòng vớt 1      | Vòng vớt 2      | Chung kết       | Chung kết      |
| Vận động viên       | Nội dung    | Kết quả đối đầu          | Kết quả đối đầu | Kết quả đối đầu | Kết quả đối đầu | Kết quả đối đầu | Kết quả đối đầu | Thứ hạng       |
| ------------------- | ----------- | ------------------------ | --------------- | --------------- | --------------- | --------------- | --------------- | -------------- |
| Lê Huỳnh Châu       | Nam – 58 kg | Wei C-Y (TPE) · L 1–5    | Không tham gia  | Không tham gia  | Không tham gia  | Không tham gia  | Không tham gia  | Không tham gia |
| Chu Hoàng Diệu Linh | Nữ − 67 kg  | Fromm (GER) · L 1–13 PTG | Không tham gia  | Không tham gia  | Không tham gia  | Không tham gia  | Không tham gia  | Không tham gia |

## Cử tạ
| Vận động viên     | Nội dung    | Cử giật | Cử giật  | Cử đẩy  | Cử đẩy   | Tổng điểm | Thứ hạng |
| Vận động viên     | Nội dung    | Kết quả | Thứ hạng | Kết quả | Thứ hạng | Tổng điểm | Thứ hạng |
| ----------------- | ----------- | ------- | -------- | ------- | -------- | --------- | -------- |
| Trần Lê Quốc Toàn | Nam - 56 kg | 125     | 6        | 159     | 2        | 284       | 3        |
| Nguyễn Thị Thuý   | Nữ - 53 kg  | 85      | 8        | 110     | 7        | 195       | 8        |

## Vật
Key:
- VT - Victory by Fall.

Tự do nữ
| Vận động viên  | Nội dung | Vòng loại       | Vòng 16                | Tứ kết          | Bán kết         | Vòng vớt 1      | Vòng vớt 2      | Chung kết       | Chung kết      |
| Vận động viên  | Nội dung | Kết quả đối đầu | Kết quả đối đầu        | Kết quả đối đầu | Kết quả đối đầu | Kết quả đối đầu | Kết quả đối đầu | Kết quả đối đầu | Thứ hạng       |
| -------------- | -------- | --------------- | ---------------------- | --------------- | --------------- | --------------- | --------------- | --------------- | -------------- |
| Nguyễn Thị Lụa | 48 kg    | BYE             | Huynh (CAN) · L 0–5 VT | Không tham gia  | Không tham gia  | Không tham gia  | Không tham gia  | Không tham gia  | Không tham gia |